# Константин Попов (политик)
Вижте пояснителната страница за други личности с името Константин Попов.
Константин Денчев Попов е български политик от БКП, инженер.

## Биография
Константин Попов е роден на 4 юни 1917 г. в габровското село Длъгня. От 1945 е член на БКП. Завършва за електроинженер в Бърно, Чехословакия. Бил е главен директор на Енергохидрострой и заместник-министър на електрификацията.
Работи в системата на българската енергетика. Председател е на Комитета по енергетиката и горивата от 12 март 1966 до 9 юли 1971 г. Това е периодът на най-бурното развитие на енергетиката на НРБ. Ускорено се изграждат водни и термични централи, язовири и рудници. Започва изграждането на каскадата „Белмекен-Сестримо“, двата енергийни комплекса „Марица изток“, „Бобов дол“ и АЕЦ Козлодуй. Бил е заместник-председател на Комитета по промишлеността и техническия прогрес при Министерски съвет. Между 1969 и 1971 е член на Централната контролно-ревизионна комисия на БКП. В периода 1971 – 1976 е посланик на България в Кипър. Пенсионира се през 1977 г. 